# Peixe-serra-anão
Peixe-serra-anão (nome científico: Pristis clavata) é um peixe-serra da família Pristidae encontrado na Austrália tropical.